# Kao (Niger)
Kao (auch: Kaou) ist eine Landgemeinde im Departement Tchintabaraden in Niger.

## Geographie
Kao liegt in der Sahelzone. Die Nachbargemeinden sind Tchintabaraden im Norden, Abalak im Nordosten, Akoubounou im Osten, Tabalak im Südosten, Kalfou im Süden, Barmou im Südwesten, Affala im Westen und Tillia im Nordwesten. Bei den Siedlungen im Gemeindegebiet handelt es sich um 42 Dörfer und 108 Weiler. Davon werden fünf Siedlungen auch von der Nachbargemeinde Barmou beansprucht. Umgekehrt erhebt Kao Anspruch auf zehn Siedlungen in Barmou. Der Hauptort der Landgemeinde ist das Dorf Kao. Es liegt auf einer Höhe von 466 m.
Das Klima in Kao ist heiß und trocken. Die durchschnittliche jährliche Niederschlagsmenge beträgt zwischen 250 und 300 mm. Rund zwei Drittel des Gemeindegebiets, die von der Grasart Cenchrus biflorus bewachsen sind, werden als Weideland genutzt. In der Gemeinde befinden sich die Täler von Inoudogom und Ouirihamiza sowie das Tal von Jangabour, das sich bis in die Nachbargemeinden Affala und Barmou erstreckt.

## Geschichte
Der Ort Kao wurde im Jahr 1939 gegründet. Die Bezeichnung Kao oder Kaou ist eine Kurzform des Namens seines Gründers. Die damalige französische Verwaltung richtete in Kao 1946 eine Schule speziell für die nomadische Bevölkerung ein. Die Schule war nach der 1944 gegründeten Schule in Azarori die zweite dieser Art in Niger.
Bei einer Untersuchung im Jahr 1990 wurde beim Befall mit der Saugwürmer-Art Schistosoma haematobium unter den 14- bis 15-Jährigen im Hauptort eine Prävalenz von 100 Prozent festgestellt. Bei einem Angriff der Befreiungsfront des Aïr und Azawad auf Kao kamen 1992 ein Gendarm und ein Zivilist ums Leben.
Die Landgemeinde Kao entstand als Verwaltungseinheit 2002 im Zuge einer landesweiten Verwaltungsreform in einem zuvor gemeindefreien Gebiet. Bei der Hungerkrise in Niger 2005 gehörte Kao zu den am stärksten betroffenen Orten. Hier hatte die Bevölkerung weniger als eine Mahlzeit am Tag zur Verfügung. Die Bevölkerung leidet unter chronischer Nahrungsmittelknappheit.

## Bevölkerung
Bei der Volkszählung 2012 hatte die Landgemeinde 65.197 Einwohner, die in 10.739 Haushalten lebten. Bei der Volkszählung 2001 betrug die Einwohnerzahl 32.083 in 5860 Haushalten.
Im Hauptort lebten bei der Volkszählung 2012 6035 Einwohner in 974 Haushalten, bei der Volkszählung 2001 4067 in 750 Haushalten und bei der Volkszählung 1988 5571 in 1074 Haushalten.
In der Landgemeinde leben Hausa, Tuareg und Fulbe.

## Politik
Der Gemeinderat (conseil municipal) hat 18 gewählte Mitglieder. Mit den Kommunalwahlen 2020 sind die Sitze im Gemeinderat wie folgt verteilt: 12 PNDS-Tarayya, 5 MPR-Jamhuriya und 1 MCC-Arziki.
Jeweils ein traditioneller Ortsvorsteher (chef traditionnel) steht an der Spitze von 31 Dörfern in der Gemeinde, darunter dem Hauptort.

## Wirtschaft und Infrastruktur
Der Wochenmarkt im Hauptort Kao wurde 1962 gegründet. Der Markttag ist Mittwoch. Das staatliche Versorgungszentrum für landwirtschaftliche Betriebsmittel und Materialien (CAIMA) unterhält eine Verkaufsstelle im Hauptort. Die vor allem von Frauen hergestellten Kunsthandwerkprodukte wie Korb- und Lederwaren können aufgrund der Abgelegenheit der Landgemeinde nur schlecht vermarktet werden. Die unzureichenden Weideflächen führen zu sozialen Konflikten zwischen Ackerbauern und Viehzüchtern. Die Niederschlagsmessstation im Hauptort wurde 1959 in Betrieb genommen.
Gesundheitszentren des Typs Centre de Santé Intégré (CSI) sind im Hauptort sowie in den Siedlungen Inoudogom und Intalliwane vorhanden. Der CEG Kao ist eine allgemein bildende Schule der Sekundarstufe des Typs Collège d’Enseignement Général (CEG). Das Berufsausbildungszentrum Centre de Formation aux Métiers de Kao (CFM Kao) bietet Lehrgänge in Maurern, Tischlern und Schneidern an.
Durch die Gemeinde verläuft die Nationalstraße 22, die Kao mit der Nachbarstadt Tchintabaraden verbindet.